# Melanerpes radiolatus
Melanerpes radiolatus е вид птица от семейство Picidae.

## Разпространение
Видът е разпространен в Ямайка.